# Dłutówka
Dłutówka – wieś sołecka w Polsce położona w województwie mazowieckim, w powiecie ostrołęckim, w gminie Baranowo.
| SIMC    | Nazwa      | Rodzaj    |
| ------- | ---------- | --------- |
| 1056540 | Gałuszczyn | część wsi |
| 1056563 | Jatki      | część wsi |
| 1056586 | Nadlesie   | część wsi |

W latach 1975–1998 miejscowość administracyjnie należała do województwa ostrołęckiego.

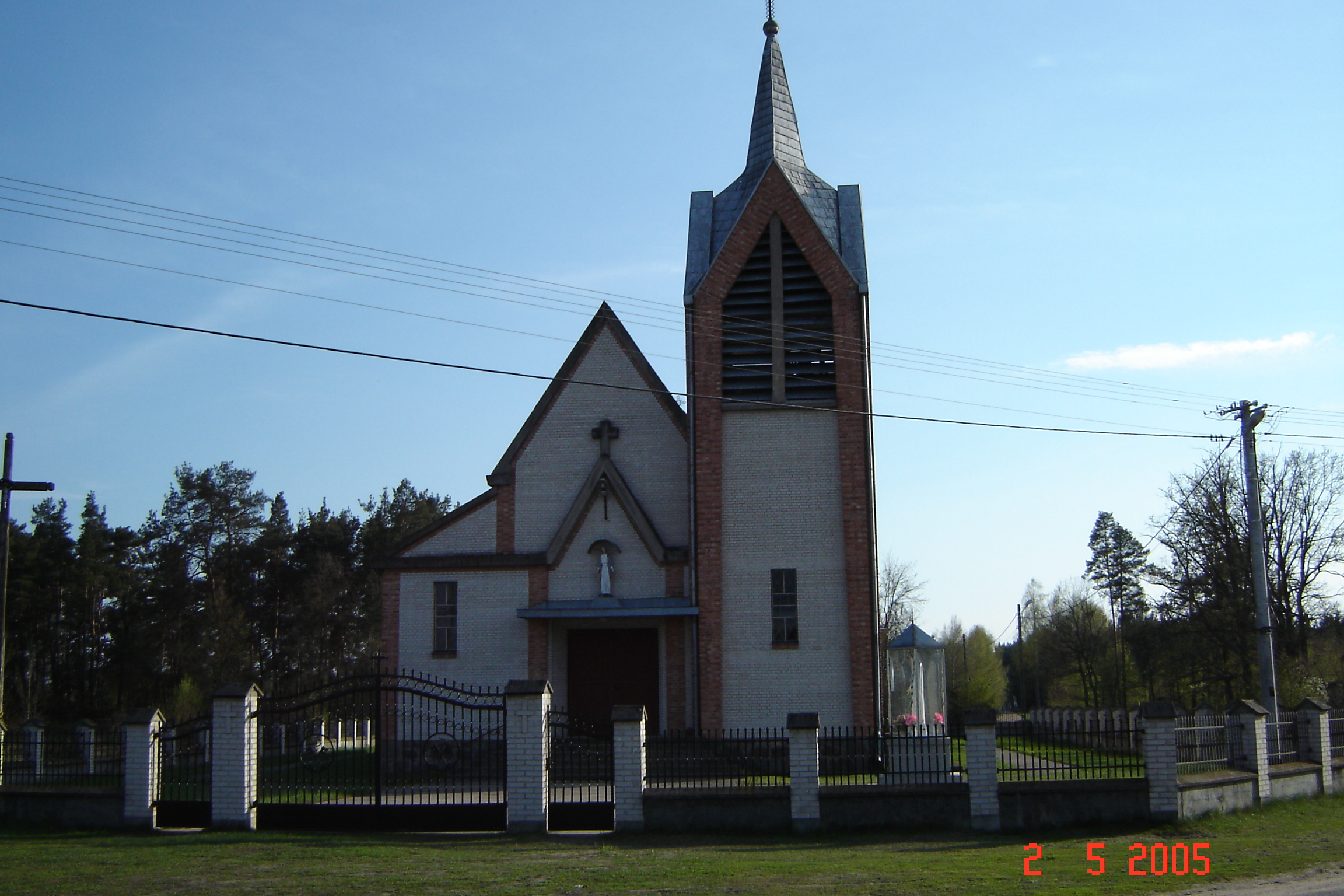
Kościół filialny w Dłutówce

Odległość od Ostrołęki ok. 27 km – w ciągu dnia kursuje kilka bezpośrednich autobusów PKS. Odległość od Warszawy ok. 140 km w kierunku północno-wschodnim (codziennie rano jeździ autobus – linia prywatna – z Baranowa przez Dłutówkę do Warszawy Zachodniej; wraca do Baranowa wieczorem).
Wierni kościoła rzymskokatolickiego należą do parafii Świętego Bartłomieja Apostoła w Baranowie. W latach 80. dzięki wysiłkowi mieszkańców Dłutówki i okolicznych wsi został wybudowany kościół, który jest filią parafii Baranowo. Dojeżdżający ksiądz odprawia jedną mszę świętą w niedziele i inne ważne uroczystości kościelne.
Obrzeżami wsi biegnie linia kolejowa Ostrołęka – Szczytno wybudowana przez Niemców w sierpniu 1915 roku. Obecnie linia ta jest nieaktywna. Ostatni pociąg przejechał po niej w 2002 roku.